# Батуша (Горњи Вакуф-Ускопље)
Батуша је насељено мјесто у Босни и Херцеговини у општини Горњи Вакуф-Ускопље које административно припада Федерацији Босне и Херцеговине. Према попису становништва из 1991. у насељу је живјело 705 становника.

## Становништво
| Националност       | 1991.        | 1981.        | 1971.        |
| Муслимани          | 413 (58,58%) | 283 (55,70%) | 170 (58,62%) |
| Хрвати             | 282 (40,00%) | 193 (37,99%) | 120 (41,37%) |
| Срби               | 1 (0,14%)    | 0            | 0            |
| Југословени        | 5 (0,70%)    | 19 (3,74%)   | 0            |
| остало и непознато | 4 (0,56%)    | 13 (2,55%)   | 0            |
| Укупно             | 705          | 508          | 290          |